# آخوندک کراسینرویس
آخوندک کراسینرویس (نام علمی: Ameles crassinervis) نام یک گونه از تیره آخوندکان است. این گونه بومی ایران و افغانستان است.